# كاليثيي (دوديكانيسوس)
كاليثيي (Καλυθιαί) هي مدينة في دوديكانيسوس في اليونان.
يبلغ عدد سكانها حوالي 5857 نسمة.